# مرا (مجارستان)
مرا (به مجاری:  Méra) یک منطقهٔ مسکونی در مجارستان است که در بورشود-آبااوی-زمپلن واقع شده‌است.